# مارينوس التراقي
مارينوس التراقي هو أسقف مسيحي، نازع رئيس الأساقفة الآريوسي دوروثيوس في القسطنطينية بعد وفاة ديموفيلوس سنة 386م.
برز مارينوس خلال الفترة منذ 385 حتى 420 أو 423م في أقصى تقدير. لا تزال مهنة مارينوس قبل صعوده إلى كرسي القسطنطينية غامضة. وبالمثل، بعد تأسيس طائفة البساثيريانية. يظل تأثيره داخل تلك المجموعة مهمًا، لكن من غير المعروف إلى متى، أو متى توفي في النهاية. أنهت الطائفة نفسها بعد لم شمل الجماعات الآريوسية في القسطنطينية بأمر من بلينتا. يقال إن تاريخ لم الشمل هذا حدث بعد قنصلية بلينتا (419) وفي الذكرى الخامسة والثلاثين لميلاد الانشقاق، ما بين 420-423 تقريبًا. إذا كان مارينوس لا يزال على قيد الحياة ، فإنه يُفترض أن تأثيره في هذه المرحلة قد يتضاءل وفقًا لذلك مع نهاية طائفته.